# (35053) Rojyurij
(35053) Rojyurij est un astéroïde de la ceinture principale découvert en 1982.

## Description
(35053) Rojyurij a été découvert le 25 octobre 1982 à l'observatoire de Crimea-Nauchnij, en Crimée (Ukraine), par Lioudmila Jouravliova.

### Caractéristiques orbitales
L'orbite de cet astéroïde est caractérisée par un demi-grand axe de 2,38 ua, un périhélie de 1,90 ua, une excentricité de 0,20 et une inclinaison de 1,93° par rapport à l'écliptique. Du fait de ces caractéristiques, à savoir un demi-grand axe compris entre 2 et 3,2 ua et un périhélie supérieur à 1,666 ua, il est classé, selon la JPL Small-Body Database, comme objet de la ceinture principale.

### Caractéristiques physiques
(35053) Rojyurij a une magnitude absolue (H) de 15,1 et un albédo estimé à 0,049.